# Ганев дол
Ганев дол е село в Северна България. То се намира в община Елена, област Велико Търново.
Към 1934 г. селото има 153 жители. В днешно време няма постоянно население. Влиза в землището на с. Беброво.